# Johann-Anton Zinnen

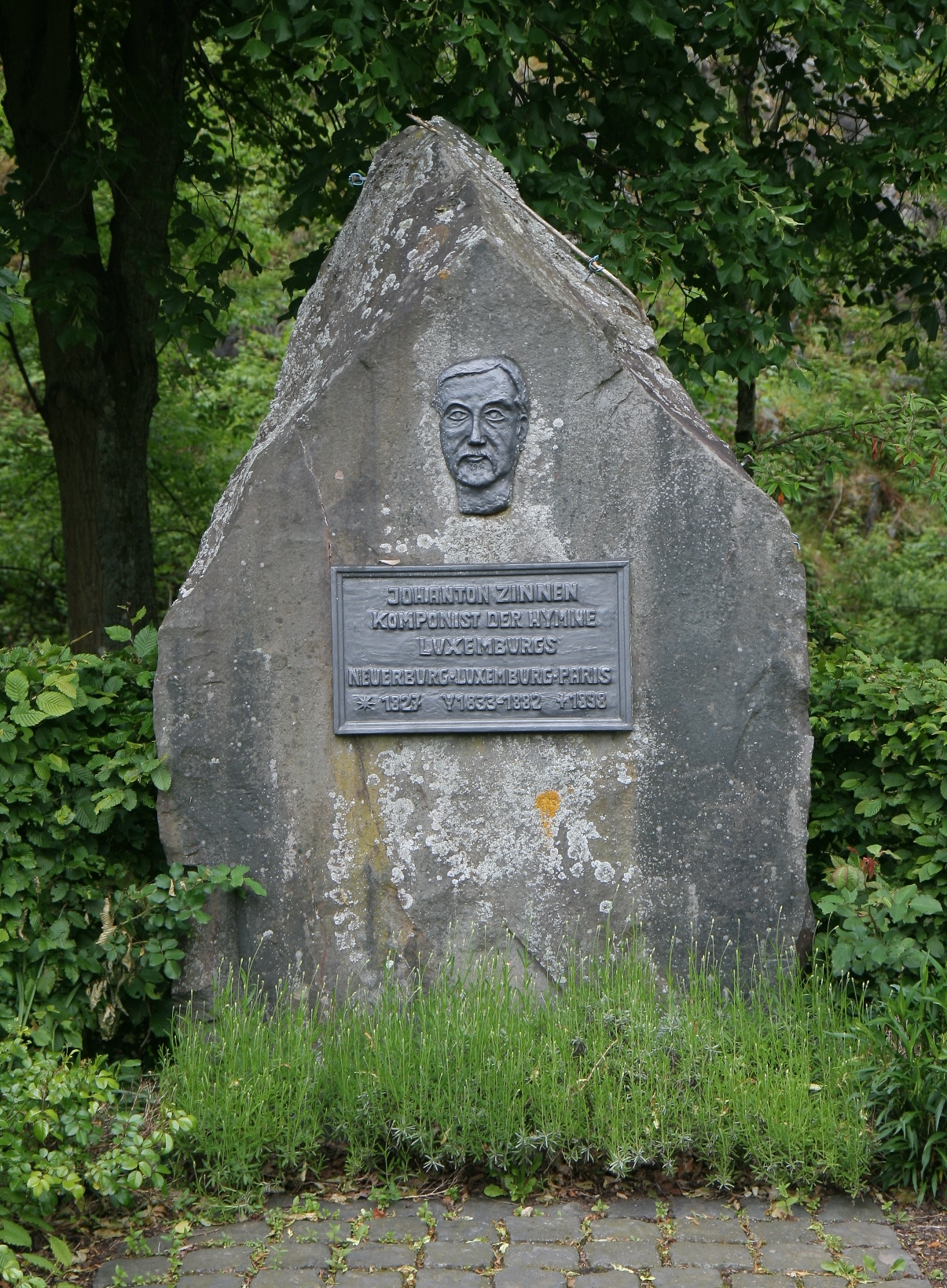
Gedenkstein in Neuerburg

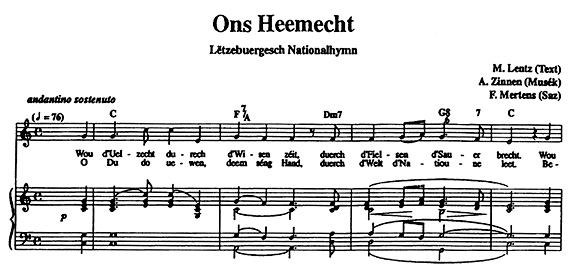
Partitur von Ons Heemecht

Johann-Anton Zinnen, auch Jean-Antoine Zinnen (* 25. April 1827 in Neuerburg in der preußischen Rheinprovinz; † 16. Mai 1898 in Neuilly-sur-Seine bei Paris) war ein deutsch-luxemburgischer Musiker und Komponist. Von ihm ist die Melodie der Luxemburger Nationalhymne Ons Heemecht.

## Leben
Zinnens Mutter starb, als er sechs Jahre alt war. Daraufhin zog sein Vater Johann-Baptist Zinnen (Jean-Baptiste Zinnen) zusammen mit seinen Kindern Johann-Anton, Karoline und Mathilde in das Großherzogtum Luxemburg, und zwar zuerst nach Clerf, dann nach Diekirch und Fels. Schon früh wurde Johann-Antons Talent für Musik entdeckt und von seinem Vater unterstützt, der selbst begeisterter Blasmusiker war und 1836 den Felser Musikverein gründete und dirigierte. Johann-Anton Zinnen besuchte die Felser Musikschule, die von seinem Vater geleitet wurde.
Schon mit 15 Jahren wurde Zinnen in das Orchester des 1. Bataillons des luxemburgischen Bundeskontingents des Bundesheers des Deutschen Bundes zu Echternach aufgenommen. Innerhalb von vier Jahren wurde er dort zum Hornist erster Klasse. 1847 wurde er mit 20 Jahren zum Dirigenten des Orchesters ernannt. Er bekam 1849 die Luxemburger Staatsangehörigkeit. Zu der Zeit war er Musikchef beim 2. Bataillon des luxemburgischen Bundeskontingents des Bundesheers des Deutschen Bundes zu Diekirch. Im Jahr 1852 wurde Zinnen Direktor der Stadtmusik der Stadt Luxemburg und wenig später Direktor des neu gegründeten Staatlichen Konservatoriums. Die Jahre darauf setzte er sich ganz für die Musik ein; er leitete verschiedene Gesangs- und Musikvereine in ganz Luxemburg. Schließlich war Zinnen 1863 Mitgründer des Allgemeinen Luxemburger Musikvereins.
Von seinen Kompositionen ist Ons Heemecht die bekannteste. Das Lied wurde am 5. Juni 1864 in Ettelbrück uraufgeführt. Er schrieb des Weiteren zwei Operetten, Märsche, Kantaten und Lieder. 1882 wurde das Konservatorium aus finanziellen Gründen geschlossen. Zinnen zog daraufhin nach Paris um und spielte dort in verschiedenen Orchestern mit. Auch ein Luxemburger Blasensemble stellte er auf die Beine. Er starb 1898 in Neuilly bei Paris. Seine sterblichen Überreste wurden am 28. Oktober 1900 auf dem Nikolausfriedhof in Luxemburg beigesetzt. Dort wurde auch am 11. Mai 1902 ein Monument zu seinen Ehren errichtet.
Am Place Guillaume II, einem Platz in der Stadt Luxemburg, wurde 1927 zum 100. Geburtstag des Komponisten eine Gedenkplakette an dem Haus angebracht, in dem er Musikunterricht gab. In Neuerburg am Zinnenplatz wurde ein Gedenkstein mit Gedenktafel aufgestellt.